# En mi imperio
En mi imperio es el primer álbum de estudio como productora de Ivy Queen, el cual fue lanzado el 2 de septiembre de 1997 bajo The House Of Music. Contó con las colaboraciones de Gran Omar, Camalion, Ruff Society, Memo, Vale y Mr. Notty.

## Lista de canciones
- Adaptados desde TIDAL.[3]

| N.º   | Título                                                                 | Duración |  |
| 1.    | «Como mujer» (Ivy Queen)                                               | 3:41     |  |
| 2.    | «Lord Have Mercy» (Ivy Queen)                                          | 2:58     |  |
| 3.    | «Si tu cantas» (Ivy Queen)                                             | 3:11     |  |
| 4.    | «Mi vida eres tú» (Ivy Queen con Gran Omar)                            | 4:23     |  |
| 5.    | «Interlude» (Ivy Queen)                                                | 1:11     |  |
| 6.    | «The Rude Girl» (Ivy Queen)                                            | 2:43     |  |
| 7.    | «Pongan atención» (Ivy Queen)                                          | 3:36     |  |
| 8.    | «Novatos» (Camalion)                                                   | 1:48     |  |
| 9.    | «Échate para atrás» (Ivy Queen)                                        | 0:51     |  |
| 10.   | «En acción» (Ruff Society)                                             | 1:16     |  |
| 11.   | «Mi corillo representa» (Ivy Queen, Gran Omar, Memo & Vale, Mr. Notty) | 2:03     |  |
| 27:45 |                                                                        |          |  |

## Ventas y certificaciones
| País           | Certificación | Ventas  |
| -------------- | ------------- | ------- |
| Estados Unidos |               | 80 000  |
| Puerto Rico    |               | 100 000 |